# Даллес (Вірджинія)
Даллес (англ. Dulles Town Center) — переписна місцевість (CDP) в США, в окрузі Лаудун штату Вірджинія. Населення — 5909 осіб (2020).

## Географія
Даллес розташований за координатами 39°1′27″ пн. ш. 77°24′55″ зх. д. / 39.02417° пн. ш. 77.41528° зх. д. (39.024243, -77.415367).  За даними Бюро перепису населення США в 2010 році переписна місцевість мала площу 6,36 км², з яких 6,31 км² — суходіл та 0,06 км² — водойми.

## Демографія
Згідно з переписом 2010 року, у переписній місцевості мешкала 4601 особа в 1732 домогосподарствах у складі 1118 родин. Густота населення становила 723 особи/км².  Було 1797 помешкань (282/км²).
Расовий склад населення:
| - 50,5 % — білих - 24,0 % — азіатів - 12,2 % — чорних або афроамериканців - 0,1 % — корінних американців - 8,7 % — осіб інших рас |

До двох чи більше рас належало 4,5 %. Частка іспаномовних становила 22,5 % від усіх жителів.
За віковим діапазоном населення розподілялося таким чином: 25,2 % — особи молодші 18 років, 71,5 % — особи у віці 18—64 років, 3,3 % — особи у віці 65 років та старші. Медіана віку мешканця становила 31,4 року. На 100 осіб жіночої статі у переписній місцевості припадало 99,4 чоловіків;  на 100 жінок у віці від 18 років та старших — 99,7 чоловіків також старших 18 років.
Середній дохід на одне домашнє господарство  становив 96 302 долари США (медіана — 89 392), а середній дохід на одну сім'ю — 99 555 доларів (медіана — 85 733). Медіана доходів становила 57 298 доларів для чоловіків та 44 539 доларів для жінок. За межею бідності перебувало 10,9 % осіб, у тому числі 16,5 % дітей у віці до 18 років та 11,6 % осіб у віці 65 років та старших.
Цивільне працевлаштоване населення становило 2952 особи. Основні галузі зайнятості: науковці, спеціалісти, менеджери — 19,5 %, роздрібна торгівля — 13,5 %, освіта, охорона здоров'я та соціальна допомога — 13,3 %.